# Yves Joseph de Kerguelen-Trémarec
Yves Joseph de Kerguelen-Trémarec (ur. 13 lutego 1734, zm. 3 marca 1797) – francuski żeglarz, odkrywca archipelagu nazwanego jego nazwiskiem, Wysp Kerguelena.

## Życiorys
Yves Joseph de Kerguelen-Trémarec (według zapisu polskiego „Iwon Józef de Kerguelen-Trémarec”) urodził się 13 lutego 1734 w Landudal (według innej wersji w Quimper) w Bretanii. W czasie wojny siedmioletniej (1756-1763) wziął udział w kilku kampaniach morskich przeciwko Anglikom. W stopniu porucznika fregaty w 1767 został skierowany do Irlandii z poleceniem pomocy tamtejszym francuskim rybakom w ramach połowów kabliaujów. Następnie skierowany do Anglii celem zbadania budowy statków wojennych.
W 1769 przyjęty do prestiżowej Akademii Morskiej i awansowany do stopnia kapitana żeglugi, złożył na ręce ministra marynarki Francji pisemną propozycję poprowadzenia wyprawy badawczej, mającej na celu odnalezienie i kolonizację legendarnego Lądu Południowego. Swój wniosek poparł hipotezą, w myśl której ziemia ta, z racji tego, że leży dokładnie na antypodach Europy powinna mieć podobny, umiarkowany klimat i zasoby naturalne. Jego wniosek początkowo został odrzucony, zaś sam Kerguelen skierowany z misją wywiadowczą do Anglii, gdzie miał zapoznać się z działalnością tamtejszych stoczni i budowy statków wojennych. W latach 1769 i 1770 odwiedzał wybrzeże Francji i roboty portowe.
Dwa lata później koncepcja eksploracji mórz południowych wróciła pod obrady admiralicji i wtedy przypomniano sobie o propozycji Kerguelena. Powierzono mu dowództwo jednostki "Berryer" mającej oficjalnie zawieźć zaopatrzenie na wyspę Mauritius (wówczas Île de France). Tajną misją kapitana miało być poszukiwanie Lądu Południowego.

## Pierwsza wyprawa
1 maja 1771 ekspedycja opuściła Francję i po 3 miesiącach i 3 tygodniach bez większych przeszkód osiągnęła Port Louis, stolicę Mauritiusa. Roche du Dresnay, gubernator wyspy, z pochodzenia Bretończyk, okazał przychylność pomysłom swego krajana i przydzielił dwie szybsze i lżejsze jednostki, fleutę "Fortune" i korwetę "Gros Ventre", lepiej nadające się do wyprawy badawczej niż dotychczasowy statek ambitnego kapitana. Kerguelen odbył jeszcze pomniejszą misję zwiadowczą, badając drogę z Mauritiusa na Wybrzeże Koromandelskie, wrócił do Port Louis 7 grudnia, a 15 stycznia 1772 wyruszył ponownie w morze, tym razem już wypełnić swe najważniejsze zadanie.
Pierwszy tydzień żeglugi minął spokojnie. 1 lutego nad statkami zaczęły przelatywać morskie ptaki, co mogło oznaczać bliskość lądu. 6 lutego jednak zniknęły a w ich miejsce pojawiły się chłody i mgły. Załogi obu jednostek nie były na to przygotowane. Wszyscy byli przekonani, że żeglują w kierunku lądu strefy klimatu umiarkowanego, stąd nie pomyślano o ciepłej odzieży. 8 lutego dostrzeżono foki, jednak równocześnie zapanowała prawdziwa zima a temperatura spadła poniżej zera. Kerguelen był na skraju załamania, rozważał powrót do Port Louis, jednak mimo tego zdecydował się płynąć dalej i 12 lutego jego załogi ujrzały ląd. Okazała się nim kamienista i zimna wysepka, sprawiająca wrażenie pozbawionej życia. Mimo to Kerguelen był przekonany, że rozciągająca się za nią długa linia brzegowa to legendarny Ląd Południowy. Zająwszy wysepkę w imieniu króla francuskiego i nazwawszy jaą Ile de Fortune (wyspa szczęścia), zmuszony przez bardzo zły stan fizyczny swoich marynarzy do szybkiego powrotu, 16 marca wpłynął z powrotem do Port Louis. W raporcie złożonym gubernatorowi Kerguelen zawarł szereg nieprawdziwych informacji, wyolbrzymiających jego osiągnięcie. Opisywał odkryty ląd jako krainę żyzną i gościnną, ani słowem nie wspominając o panujących tam trudnych warunkach. W 1776 wyspa została nazwana przez Jamesa Cooka krajem Kerguelena.
Po czterech miesiącach wyprawa wróciła do Brestu, a Kerguelen był witany jak bohater. Został zaproszony przed oblicze króla i powtórzył mu zmyśloną przez siebie historię na temat swego odkrycia. Posypały się na niego zaszczyty i sława, został awansowany i odznaczony Orderem Św. Ludwika.

## Druga wyprawa

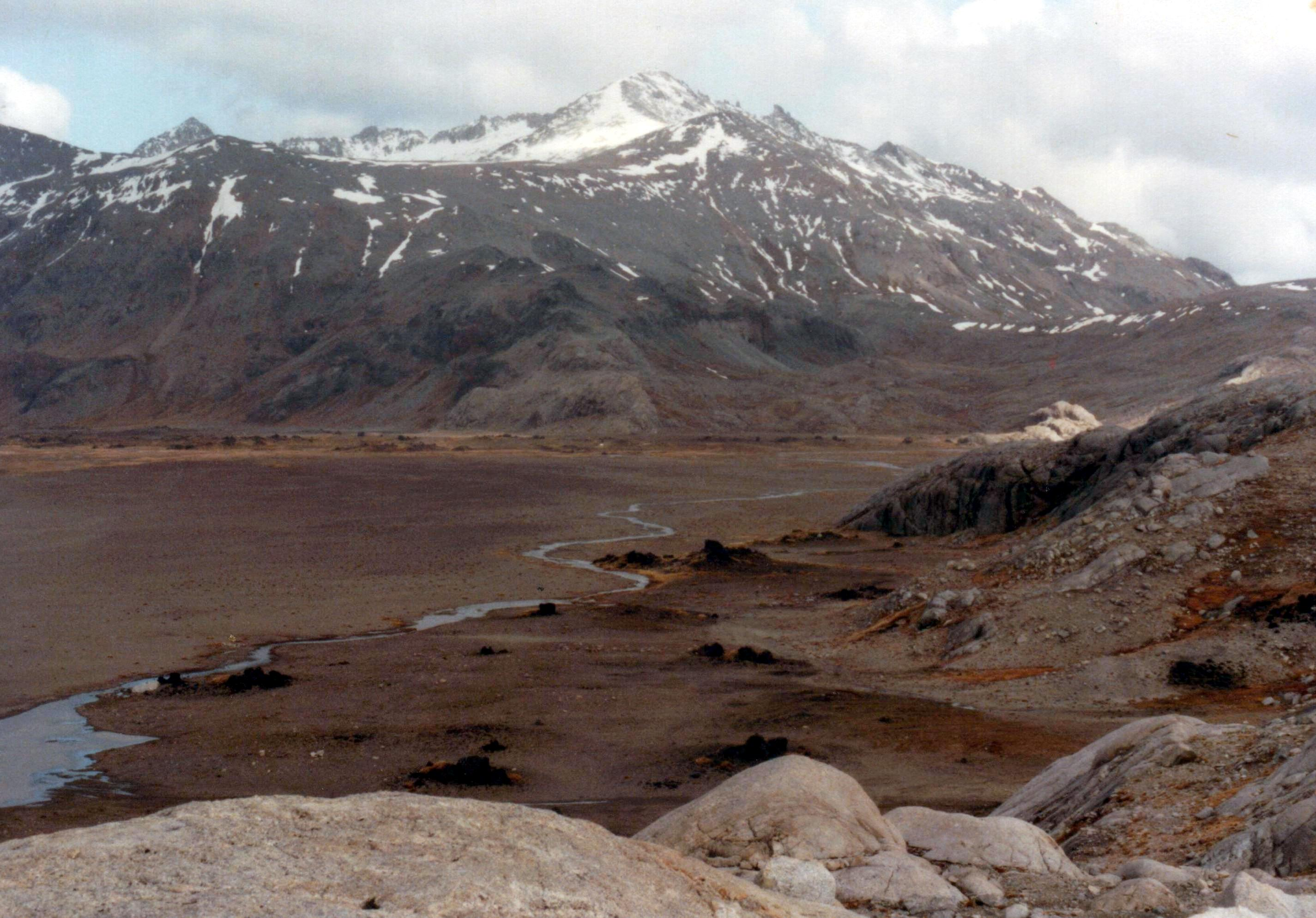
Surowy krajobraz Wysp Kerguelena

Ponieważ także Anglicy interesowali się ideą Lądu Południowego, francuski minister marynarki postanowił niezwłocznie zorganizować drugą wyprawę, mającą na celu kolonizację odkrytego przez Kerguelena lądu. W wyniku niesprawnego działania administracji doszła ona do skutku dopiero po dwóch latach. 14 marca 1774 roku jednostki "Roland" i "l'Oiseau" opuściły Brest. Płynęli na nich oprócz marynarzy także astronomowie, przyrodnicy, inżynierowie i osadnicy. Jeszcze przed dopłynięciem do Mauritiusa Kerguelena spotkały poważne kłopoty. W okolicach Przylądka Dobrej Nadziei sztorm zatopił "Rolanda". W Port Louis połowa załogi i pasażerów wymagała złożenia w szpitalu z powodu szkorbutu. Dopiero jesienią ekspedycja mogła ruszyć w dalszą drogę by 14 grudnia ujrzeć odkryty przez jej dowódcę ląd. Sztormowa pogoda nie pozwoliła rzucić kotwicy przez ponad miesiąc i jedynie 7 stycznia 1775 roku kapitan "l'Oiseau", Rochegude, zdołał na moment wylądować na brzegu i zostawić tam butelkę z listem informującym o odkryciu Lądu Południowego przez wyprawę francuską (dwa lata później odnalazł ją James Cook, opisując wyspy na swojej mapie jako Isles of Desolation – Pustkowie). Z powodu pogarszających się nastrojów wśród załogi, Kerguelen był zmuszony zawrócić. Do Brestu powrócił w sierpniu 1775 roku, straciwszy trzydziestu ludzi. Mimo wysiłków Kerguelena, jego oficerowie przekazali Francji wiadomość, że odkryty przez niego Ląd Południowy to w rzeczywistości archipelag kilku skalistych wysp.
Jego druga wyprawa była oceniana jako mniej pomyślna (jeden z oficerów zeznał, że Kerguelen zostawił część załogi na bezludnej wyspie, ponadto pozwalał zabierać na pokład rzeczy celem sprzedaży). W swojej obronie umniejszał wagę zarzutów (załoga została ocalona, a ww. handel był na niewielką skalę), twierdząc, że zarzuty jemu stawiane to efekt zazdrości oficerów, którzy nie mogli się pogodzić z faktem, że dowodzi nimi były oficer marynarki handlowej. Stanął przed królewskim trybunałem, utracił wszystkie tytuły, odznaczenia i szlachectwo. Został także skazany na 6 lat twierdzy. 
Opuścił więzienie po 4 latach. W późniejszym okresie dowodził okrętem korsarskim w wojnie o niepodległość USA. Odbył jeszcze kilka podróży morskich wraz z synami. W Republice uznany został za ofiarę Ancien régime i zrehabilitowany. Pod koniec życia, w stopniu kontradmirała, pełnił funkcję komendanta portu w Breście. W okresie tzw. wielkiego terroru był początkowo uwięziony, a potem zdymisjonowany.

## Publikacje
- Rélation d'un voyage dans la mer du nord (1771)[1]
- Rélation de deux voyages dans les mers australes et des Indes (1782)[2][1].
- Rélation des combats et des evenements de la guerre maritime de 1778 entre la France et l'Angleterre (1796)[1]